# Giáo đường Do Thái Lesko
Giáo đường Do Thái Lesko là giáo đường Do Thái ở Lesko, Ba Lan. Giáo đường đã hoạt động như một nơi thờ cúng cho đến Thế chiến II.

## Lịch sử
Giáo đường được xây dựng trong những năm 1626-1654 bởi cộng đồng người Do Thái thời Sephardic của Lesko. Vào thế kỷ XX, đó là một trong sáu giáo đường trong thị trấn và là tòa nhà duy nhất còn sót lại sau Thế chiến thứ hai, mặc dù trong tình trạng hư hại nặng nề; nội thất bị tàn phá bởi quân xâm lược Ba Lan của Đức. Trong gần hai thập kỷ sau chiến tranh, nó đã bị lãng quên. Nó đã được cải tạo từ những năm 1960 trở đi.
Tòa nhà được xây dựng theo phong cách baroque thời kỳ đầu với những đầu hồi đặc trưng được trang trí bằng những chiếc bình và lọ đá baroque. Một số yếu tố là trụ, tháp gothic. Mặt tiền mang một dòng chữ tiếng Do Thái, dịch nghĩa là: Ông e ngại và nói: "Nơi này tuyệt vời làm sao! Đây không ai khác chính là nhà của Chúa; đây là cổng thiên đàng. " (Genesis 28:17)  Nội thất được trang trí theo phong cách lịch sự với các hốc, gờ và dầm.
Từ những năm 1980, giáo đường đã được sử dụng như một phòng trưng bày nghệ thuật với các triển lãm của các nghệ sĩ của vùng Bieszczady.